# Джефферсон (округ, Техас)
Шаблон:StateAbbr_ 29°52′ пн. ш. 94°08′ зх. д. / 29.86° пн. ш. 94.14° зх. д.
Округ Джефферсон (англ. Jefferson County) — округ (графство) у штаті Техас, США. Ідентифікатор округу 48245.

## Історія
Округ утворений 1837 року.

## Демографія
За даними перепису 2000 року загальне населення округу становило 252051 осіб, зокрема міського населення було 231006, а сільського — 21045. Серед мешканців округу чоловіків було 126689, а жінок — 125362. В окрузі було 92880 домогосподарств, 63806 родин, які мешкали в 102080 будинках. Середній розмір родини становив 3,12.
Віковий розподіл населення поданий у таблиці:
| Стать    | До 15 років | 15-21 | 22-29 | 30-39 | 40-49 | 50-65 | 65-85 | Понад 85 |
| -------- | ----------- | ----- | ----- | ----- | ----- | ----- | ----- | -------- |
| Чоловіки | 27070       | 13905 | 15034 | 19851 | 19598 | 17325 | 12715 | 1191     |
| Жінки    | 26518       | 12603 | 12295 | 17003 | 18500 | 18080 | 17471 | 2892     |

## Суміжні округи
- Гардін — північ
- Орандж — північний схід
- Камерон, Луїзіана — схід
- Чемберс — південний захід
- Ліберті — північний захід

## Виноски
1. ↑  U.S. Decennial Census. United States Census Bureau. Архів оригіналу за 26 квітня 2015. Процитовано 2 травня 2015.
2. ↑  Texas Almanac: Population History of Counties from 1850–2010 (PDF). Texas Almanac. Архів оригіналу (PDF) за 26 лютого 2015. Процитовано 2 травня 2015.
3. ↑  State & County QuickFacts. United States Census Bureau. Архів оригіналу за 4 вересня 2011. Процитовано 18 грудня 2013.(англ.) Наведено за англійською вікіпедією.
4. ↑  American FactFinder. Бюро перепису населення США. Архів оригіналу за 21 травня 2008. Процитовано 31 січня 2008.

| США | Це незавершена стаття з географії США. Ви можете допомогти проєкту, виправивши або дописавши її. |